# Partido Farroupilha

Wappen der Republik Piratini

Flagge der Republik Piratini

Der Partido Farroupilha (deutsch Farrapen-Partei oder Lumpen-Partei) war eine von 1832 bis 1845 bestehende separatistische Partei in der Provinz São Pedro do Rio Grande do Sul, heute Bundesstaat Rio Grande do Sul, im Kaiserreich Brasilien.
Bereits 1831 waren die oppositionellen Zeitschriften Jurujuba dos Farroupilhas und Matraca dos Farroupilhas erschienen. Nach der Deportation von Leutnant Luis José dos Reis Alpoim aus Rio de Janeiro nach Porto Alegre, gründete Reis Alpoim 1832 die Partei mit Sitz in Porto Alegre. Die Registrierung erfolgte 1833. Versammlungsort war das Haus des Majors João Manuel de Lima e Silva, das auch als Sitz der Sociedade Continentino diente, die mit der von 1831 bis 1833 erschienenen Zeitschrift O Continentino ein Sprachrohr der Separatisten war. Ihre Ziele waren die Gründung einer Föderation mit den anderen brasilianischen Provinzen, Nationalismus und Unabhängigkeit als eigene Republik. Sie war gegen den Zentralismus des Kaiserreichs gerichtet. 1833 wurde in Porto Alegre ein Abzweig der Sociedade Militar, einer bewaffneten Bürgerwehr, durch den Viehzüchter Tomás Joaquim Pereira Valente gegründet.
Die Farrapen-Partei errang bei den ersten Wahlen am 7. April 1835 die Mehrheit in der Ersten Gesetzgebenden Versammlung (Assembléia Legislativa). 1836 hatten die Anhänger der Partei, die Farrapen, die Kontrolle über die Gesetzgebende Versammlung übernommen, die ab 1837 zum Erliegen kam.
Am 20. September 1835 begann die Farrapen-Revolution, die Republik Riograndense, auch bekannt als Republik Piratini, wurde ausgerufen. Der von den Farrapen angestiftete Aufstand, bei dem auch Deutschbrasilianer aus den Kolonien in Rio Grande do Sul beteiligt waren, verlief blutig. Am 1. März 1845 mit der Wiedereingliederung der Republik als Provinz des Kaiserreichs wurde die Partei aufgelöst.